# Guessiguié
Guessiguié est une localité située dans le Sud de la Côte d'Ivoire, et appartenant au département d'Agboville, dans la Région de l'Agnéby. La localité de Guessiguié est un chef-lieu de commune.